# АЭС Мэн Янки
АЭС Мэн Янки (англ. Maine Yankee Nuclear Power Plant) — закрытая атомная электростанция на северо-востоке США.
Станция расположена на побережье Атлантического океана в округе Линкольн штата Мэн.
Атомная электростанция Мэн Янки проработала в период с 1973 по 1997 годы. Всего на станции успели построить и запустить лишь 1 реактор мощностью 900 МВт. Тип установленного реактора – водяной PWR. Причиной остановки реактора стал вовсе не оконченный ресурс, а дороговизна систем безопасности устаревшей атомной электростанции со всего одним реактором, из-за чего стоимость производимой станцией Мэн Янки электроэнергии была существенно выше рыночной.
Население штата Мэн изначально негативно относилось к возможному строительству атомной электростанции у себя. Первые выступления против АЭС Мэн Янки прошли ещё в 1967 году, когда станция ещё даже не начинала строиться. В 1980, 1982 и 1987 годах в штате были проведены три референдума о закрытии АЭС Мэн Янки, но к моментальной остановке реактора станции они так и не привели.
В 1995 году комиссия по ядерному регулированию начала расследование после обвинений в адрес атомной электростанции Мэн Янки на несоответствие современным требованиям безопасности. Как показал авансовый отчет, дешевле оказалось просто закрыть АЭС, что и было сделано в 1997 году. Процесс остановки реактора Мэн Янки продолжался с 1997 по 2005 годы. Сейчас на территории станции располагается хранилище ядерного топлива.

## Информация об энергоблоках
| Энергоблок | Тип реакторов | Мощность | Мощность | Начало строительства | Физпуск    | Подключение к сети | Ввод в эксплуатацию | Закрытие   |
| Энергоблок | Тип реакторов | Чистый   | Брутто   | Начало строительства | Физпуск    | Подключение к сети | Ввод в эксплуатацию | Закрытие   |
| ---------- | ------------- | -------- | -------- | -------------------- | ---------- | ------------------ | ------------------- | ---------- |
| Мэн Янки   | PWR           | 860 МВт  | 900 МВт  | 01.10.1968           | 23.10.1972 | 08.11.1972         | 28.12.1972          | 01.08.1997 |